# Bitka pri Seni Gallici
Bitka pri Seni Gallici je bila pomorska bitka ob italijanski obali Jadrana jeseni 551 med vzhodnorimskim (bizantinskim) in ostrogotskim ladjevjem med gotsko vojno (535–554). Označila je konec kratkega prizadevanja Gotov, da Rimljanom odrečejo morja in začetek bizantinske oživitve v vojni pod vodstvom Narzesa.
To je bila tudi zadnja večja pomorska bitka v Sredozemlju za več kot stoletje, vse do Bitke pri jamborih leta 654.

## Ozadje
Leta 550 je bila gotska vojna v svojem petnajstem letu. V prvih letih vojne so razmeroma majhne bizantinske invazijske sile pod Belizarjem dosegle vrsto uspehov, kar je vodilo do padca Ravene in očitne ponovne vzpostavitve cesarske oblasti nad Italijo leta 540. Kasneje je cesar Justinijan I. odpoklical Belizarja. Preostali poveljniki so se kmalu začeli medsebojno prepirati, medtem ko so Goti strnili svoje sile. Pod vodstvom svojega karizmatičnega novega kralja Totile so kmalu obrnili situacijo in premagali cesarske sile. Niti Belizarjeva vrnitev ni mogla zajeziti ostrogotske plime: do leta 550 je Vzhodnim Rimljanom ostala peščica obalnih utrdb na celini, spomladi istega leta pa je Totila celo napadel Sicilijo, strateško oporišče Rimljanov. V želji, da bi Bizantincem onemogočil lahek dostop do Italije in možnost izkrcanja svežih čet ali okrepitev njihovih postojank je Totila ustvaril tudi mornarico s 400 vojaškimi ladjami za boj proti cesarstvu po morju. Istočasno je Justinijan pripravil še zadnje veliko prizadevanje za ponovno pridobitev Italije pod evnuhom Narzesom.
Totila, ki se je zavedal grožnje, je bil odločen, da svojim sovražnikom odreče njihova zadnja pomembna oporišča na italijanskih tleh, predvsem Crotone in Ancono. Po umiku s Sicilije je, obremenjen s plenom, Totila poslal svoje čete, da oblegajo Ancono. 47 ladij jo je blokiralo z morja, preostali del gotske flote, 300 ladij, pa je bilo poslanih v napad na obalo Epira in Jonskih otokov. Ancona bi verjetno kmalu padla, zato je rimski general Valerijan, poveljnik Ravene, poklical svojega nečaka Janeza, zelo izkušenega generala, ki je bil nameščen v Saloni v Dalmaciji in je čakal na prihod Narzesa in njegove vojske, da pošlje pomoč. Janez je takoj sestavil 38 ladij s svojimi veterani, kmalu pa se mu je pridružilo še 12 ladij iz Ravene pod samim Valerijanom. Skupna flota je odplula proti Seni Gallici, približno 25 km severno od Ancone.

## Bitka in posledice
Ker sta bili floti skoraj enakovredni, sta se oba gotska poveljnika Indulf in Gibal (nekdanji Belizarjev odpadniški poveljnik) odločila, da se bosta takoj srečala z Bizantinci v bitki in jim odplula naproti.
Za razliko od klasične antike vojaške ladje 6. stoletja niso imele ovnov; v mornariškem boju so zato prevladovale izmenjave izstrelkov in vkrcanje. V tej obliki boja so bile izkušnje in sposobnost vzdrževanja formacije ladij bistvenega pomena, bizantinske posadke pa so imele prednost pred neizkušenimi Goti. Kmalu je v žaru bitke nekaj gotskih ladij odneslo od glavne flote in so jih je zlahka uničili, medtem ko so druge plule preblizu skupaj in niso mogle manevrirati. Na koncu je utrujena gotska flota razpadla in njihove ladje so bežale, kolikor so lahko. Izgubili so 36 ladij, Gibal pa je bil ujet, medtem ko je Indulf s preostankom pobegnil proti Anconi. Takoj, ko se je približal taboru gotske vojske je naplavil svoje ladje in jih zažgal.
Ta osupljivi poraz je demoraliziral gotske sile, ki so takoj opustile obleganje Ancone in se umaknile. Bitka pri Seni Gallici, ki ji je kmalu zatem sledila vrsta rimskih uspehov, je označila začetek preobrata gotske vojne v korist imperija.